# Гоцеделчевско
 Тази статия е за историко-географската област.  За общината вижте Гоце Делчев (община).  
Гоцеделчевско (в миналото Неврокопско) е историко-географска област в Югозападна България, около град Гоце Делчев.
Територията ѝ съвпада приблизително с някогашната Неврокопска околия, а днес включва общините Гоце Делчев, Гърмен и Хаджидимово и почти целите общини Сатовча (без село Осина в Девинско) и Банско (без градовете Банско и Добринище в Разложко), както и селата Бръщен и Црънча в община Доспат. Разположена е в Гоцеделчевската котловина и близките части на Родопите и Пирин. Граничи с Разложко на север, Девинско на изток, Драмско, Сярско и Валовищко на юг и Санданско на запад.
До Балканските войни областта има по-широк обхват, включвайки и територии, останали след края им в границите на Гърция.